# Chino Laborde
Walter Laborde (Buenos Aires, 18 de agosto de 1972), popularmente conocido como el Chino Laborde, es un cantante de tango y rock. También es actor y conductor en la Televisión Pública (Argentina).
Entre sus trabajos como cantor es reconocido por su participación en la Orquesta Típica Fernández Fierro, donde también fue miembro fundador hasta el año 2013. Desde 1999 forma parte de la Orquesta Típica Sans Souci, entre los años 2003 y 2021 formó parte del Dúo Laborde/Kvitko con el Guitarrista Dipi Kvitko.
Tiene más de 20 Discos grabados, realizó giras nacionales e internacionales (Sudamérica, EE. UU., Europa y Asia).
Desde el año 2018 es un frecuente invitado de la agrupación Los Decoradores donde participa con el exintegrantes de la banda argentina Patricio Rey y sus Redonditos de Ricota.
Como actor de cine se lo puede ver en Luna de Avellaneda, Tango de una Noche de Verano, Pichuco. En teatro participó de El Romance del Romeo y la Julieta, Discepolín y Yo, Yo, Minga, Tango y Circo.

## Historia
Creció en el Partido de Avellaneda, entre los límites de los barrios de Sarandí y Villa Domínico y a metros del Cementerio de Avellaneda. A los 15 años empezó a cantar con su banda de rock SVMajestad, que lo acompañó por más de 15 años, y donde compartió algunos años tocando junto a Yuri Venturin, quien luego lo invitaría a cantar con la Orquesta Típica Fernández Fierro (que en esos años se llamaba Fernández Branca). Si bien empezó contando covers de Deep Purple y Rainbow, el tango se respiraba dentro de su entorno familiar y barrial: “Me di cuenta de que tenía que cantar tango porque esa era mi voz primaria”.Actuó por primera vez en Tenerife el día 12 de abril de 2025 en la ciudad Patrimonio de la Humanidad de La Laguna, capital legítima, aunque no oficial de Canarias.

## Discografía
Chino Laborde, Franco Luciani, Rudi Flores
- 2024 – Tablao de Tango[8]

Trio Chino Laborde, Javier Díaz González, Pablo Gignoli
- 2023 – Hotel Amour

Con Astillero
- 2020 – Arcadia

Solo Tango Orquesta & Chino Laborde
- 2020 – Tanda de Energía
- 2020 – Primero

Chino Laborde
- 2018 – El Tango, EP

Con la Orquesta Típica Fernández Fierro
- 2012 – TICS
- 2009 – Putos
- 2006 – Mucha Mierda
- 2004 – Vivo en Europa
- 2003 – Destrucción Masiva
- 2001 – Envasado en origen

Laborde/Kvitko
- 2019 – Tango Tango - Vol. 5
- 2010 – Tango Tango - Vol. 3
- 2011 – Tango Tango - Vol. 2
- 2006 – Tango Tango - Vol. 1

Telepod
- 2015 – Ensayos
- 2012 – Lo que nos gusta
- 2009 – Mil Divanes
- 2006 – Telepod
- 2003 – El Secreto Es la Mixtura - EP

### Colaboraciones
- 2023 – de Golpe y Porrazo - Víctor Gabriel Castro, Argentina.
- 2022 – GenerXs dYversOs - TAXXI Tango XXI, Francia.
- 2021 – Cuándo Yo Te Vuelva a Ver - IRACA, Colombia.
- 2020 – Porteñísimo - Orquesta Típica Sans Souci, Argentina.
- 2018 – Tangolencia Rockera – Cucuza Castiello - Argentina.
- 2018 – Los 40 de Serú – Julián Hermida - Argentina.
- 2018 – TangoWerk – TangoWerk - Alemania.
- 2017 – Balliamo – Orquesta Típica Andariega - Argentina.
- 2017 – Mistonguero – Mistonguero - Argentina.
- 2016 – Un disparo en la noche, Vol. 2 - Orquesta Típica Julián Peralta - Argentina.
- 2016 – Tres Rojo - Orquesta Típica La Vidú - Argentina.
- 2014 – Excess All Areas – TANGOWERK - Alemania.
- 2012 – Cuerpo 2012 – Canciones a partir del Asesinato de Mariano Ferreyra, FM La Tribu, Calican Records, CORREPI- Argentina.
- 2010 – Buenosaurios - Acho Estol Y La Orquesta Moscas De Bar - Argentina.
- 2009 – El Tango Es Puro Cuento - Guillermo Fernández, Federico Mizrahi, Luis Longhi - Argentina.
- 2003 – A Bush no le va a gustar - Compilación internacional producida por FM La Tribu 88.7 MHz y Doble F Alterlatino - Internacional.